# Tiempo de Mujeres

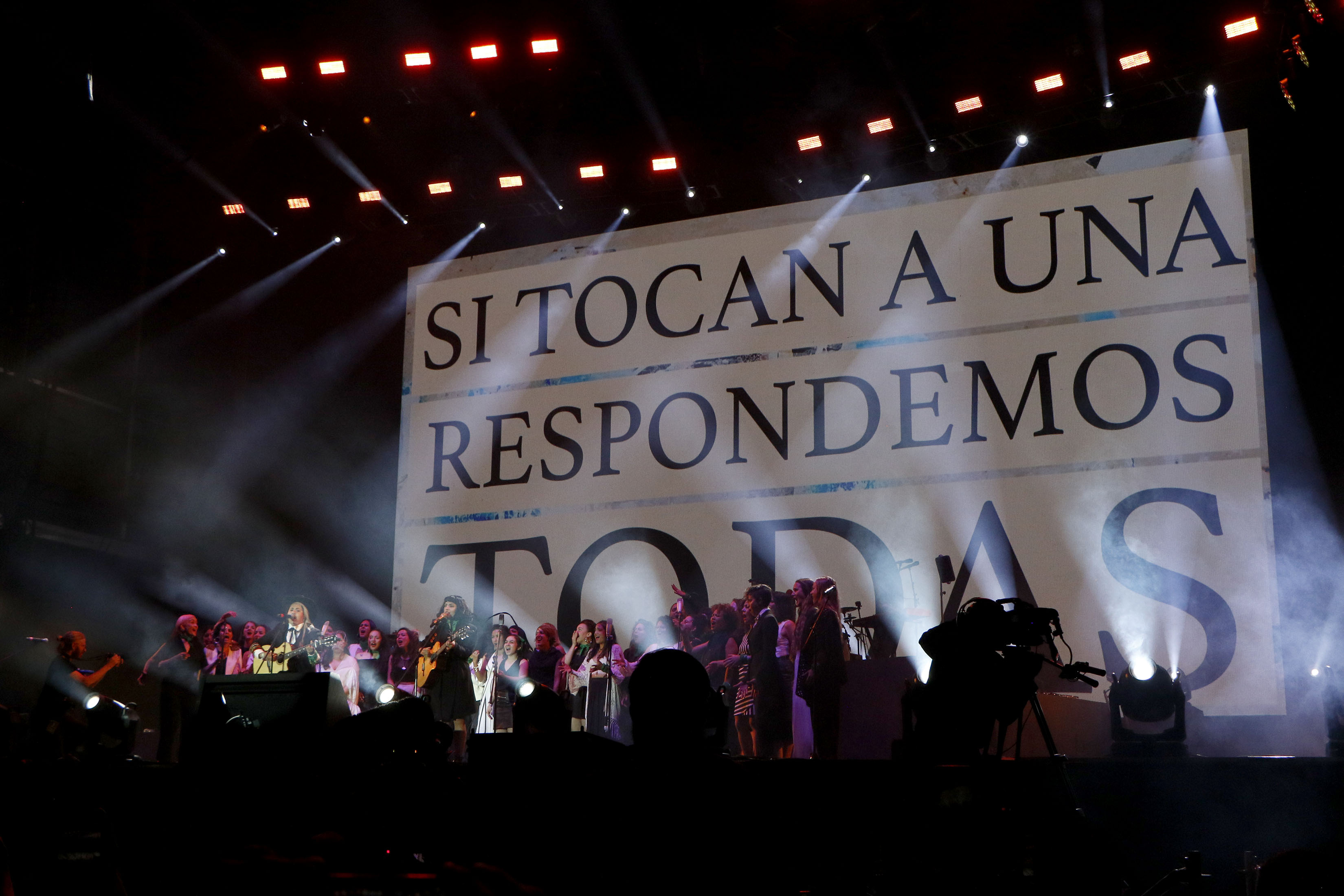
Imagen del concierto de Mon Laferte en el momento que se presenta la Canción sin miedo de Vivir Quintana.

Festival por la Igualdad Tiempo de Mujeres es un evento organizado por el Gobierno de la Ciudad de México, desde 2019, para promover y fomentar espacios para artistas, académicas, investigadoras, activistas y deportistas de la ciudad.

## Primera edición
En 2019 se realizó la primera edición con una participación de casi 800 artistas, académicas, activistas y deportistas, se llevaron a cabo más de 150 eventos en 26 sedes de la ciudad, entre los que destacan:
- Concierto en el Faro de Oriente de Mala Rodríguez y Alika
- Exhibiciones artísticas e intervenciones en espacios públicos
- Muestra de artes escénicas
- Retrospectiva de cine realizado por mujeres
- Noche de la Sororidad en el Parque de la Bombilla.[3][4][5]

## Segunda edición
En 2020 participaron 400 artistas y se realizaron más de 80 eventos en 43 sedes:
- Concierto en el Zócalo con Mon Laferte, Ana Tijoux y Sara Curruchich, en este evento se presentó por primera vez la Canción sin miedo de Vivir Quintana, interpretada por Mon Laferte, Vivir Quintana y el Coro del palomar, más de 70 mujeres cantantes y músicas
- Primer partido de la liga MX de futbol femenil entre Pumas vs Cruz Azul jugado por primera vez en el Estadio Olímpico Universitario, el equipo femenil de la UNAM jugaba en la cancha de entrenamiento.
- Fundación de la Orquesta Sororidad conformada por más de 50 concertistas
- 13 exposiciones de artes plásticas y fotografía
- Tarde de Sororidad en las Islas de Ciudad Universitaria.[6][7][8][9]

## Tercera edición
En 2021, a causa de la pandemia el festival se realizó de manera virtual, con la participación de más de 500 artistas con 78 actividades programadas en plataformas digitales, televisión y radio de la ciudad:
- Homenaje a Rita Guerrero
- Puestas en escena televisadas y transmitidas por redes sociales
- Ciclo de cine en Capital 21
- Charlas
- Callejeras.arteurbano: una exhibición de parkour, rap, break dance y grafiti, grabado en Chapultepec y transmitido por redes sociales.[10][11][12]